# Ordine reale del merito sportivo
L'Ordine Reale del Merito Sportivo (in spagnolo Real Orden del Mèrito Deportivo) è un'onorificenza spagnola.

## Storia
L'ordine è stato fondato con regio decreto il 18 giugno 1982 per incoraggiare e premiare gli individui che si siano distinti nella pratica, l'organizzazione, la promozione e lo sviluppo dell'Educazione Fisica e dello Sport.
Possono far parte dell'Ordine cittadini spagnoli, cittadini stranieri e società sportive.

## Classi
L'Ordine delle seguenti classi di benemerenza per le persone:
- Gran Croce
- Medaglia d'oro
- Medaglia d'argento
- Medaglia di bronzo

L'Ordine delle seguenti classi di benemerenza per le società:
- Targa d'oro
- Targa d'argento
- Targa di bronzo

## Insegne
- Il nastro è verde con bordi azzurri.